# Dolo Odo
Dolo Odo är ett distrikt i Etiopien. Det ligger i den södra delen av landet, 600 km sydost om huvudstaden Addis Abeba.